# علي البراق
الشيخ علي البراق ولد بالقيروان سنة 1899 وتوفي يوم 4 ديسمبر 1981،. من أبرز أركان الثقافة العربية الأصيلة بمدينة القيروان باعتبار رفعة منزلته كمقرئ للقرآن الكريم تجويدا وترتيلا بالقراءات السبع، وهو المقرئ والمؤذن بجامع صاحب الطابع بالحلفاوين. كما أن الشيخ علي البراق حظي بشرف تدشين البث الإذاعي التونسي الرسمي سنة 1938 فيما بدأت تلاوات الشيخ البراق برواية قالون عن نافع في الإذاعة التونسية بعد ذلك. ومازالت تسجيلات الإذاعة الوطنية لصوت الشيخ علي البراق تؤثث به فقرات الإذاعة الوطنية سيما في المناسبات الدينية ومن ضمنها شهر رمضان.

## مولده وتعليمه
تحدّى الشيخ علي البرّاق في رباطة جأش إعاقة الكفيف منذ طفولته حيث ولد بالقيروان سنة 1891 وأخذ يكرع من مناهل العلم والعرفان من خلال ارتياده للروضة القرآنية أي الكـتّاب بمدينته حتى بلغ المنى في ختم تلاوة القرآن الكريم تجويدا وترتيلا بالتلاوات السبع.
كما كان المتوفى يختلف على حلقات الطرق الصوفية حتى ملأ الوطاب مما لذّ وطاب من المدائح والأذكار وأسرار صناعة الإنشاد الطرقي.

## قدومه إلى العاصمة
فلما قدم إلى العاصمة في مطلع الثلاثينات من القرن العشرين انضّم إلى طريقة السلامية التي كان من مريديها الشيخ محمد بن محمود والد عبد العزيز بن محمود الذي كانت له حصة إذاعية انضمّ إليها علي البرّاق وقد اشتهر إذاعة باسم محمود عزيز وجماعته.
وكانت تلك الفرقة المدحية الصوفية التي بعثها الشيخ سليمان بن محمود عميد آل بن محمود قد تفردت في الحلبة الإنشادية لطريقة السلامية نسبة إلى اعتبارها سيدي عبد السلام الأسمر الفيتوري دفين مدينة زليطن بالقطر الليبي الشقيق، حيث توفي عميد المسرح الغنائي محمد عبد العزيز العقربي سنة 1968، وهو من روّاده ومرتلي بحوره.

## قصة دخوله الإذاعة
وقصّة دخوله الإذاعة يرويها الموسيقار العميد محمد التريكي ( 1899-1998) حيث كان كلما التقى الشيخ علي البرّاق سأله هل هو ذاهب إلى الإذاعة التي كان مقرّها بساحة العملة سابقا ساحة علي الزواوي حاليا، فإذا ردّ عليه بالإيجاب ناشده أن يقرأ له «الفاتحة» عند باب البناية. ويوضح التريكي القول : إن البرّاق كان يريد أن تفتح الإذاعة أبوابها في وجهه من خلال تلاوة الفاتحة حتى استجاب المولى عزّ وجل لطلبه من خلال دعوة مديرها الأول العلامة عثمان الكعاك ( 1976-1903).
لكن تراتيل البرّاق لم يبق منها شيء لأنها لم تكن مسجلة باعتبار أن الشريط المغناطيسي لم يكن متداولا في مطلع الثلاثينات إلى غاية الخمسينات حين انتقلت الإذاعة من مقرها القديم ساحة غاريبالدي إلى مقرها الجديد بشارع باريس سابقا شارع الحرية حاليا.

## حجته الأولى والثانية
الشيخ علي البرّاق قد نال إعجاب المعتمرين والحجيج الميامين عندما رتل آيات من القرآن الكريم في رحاب الحرمين الشريفين في حجته الأولى سنة 1950 وحجته الثانية سنة 1963.
قال فيه الأديب طه حسين عند زيارته لتونس إبان الاستقلال «إن صوته يعيدنا إلى الزمن الأول لنزول القرآن وبدء الحضارة العربية ». أما في بحر الستينات من القرن العشرين وتحديدا في شهر جوان 1968 تاريخ زيارة سيدة الغناء العربي أم كلثوم إلى تونس، فلما وصل ركبها إلى ضاحية شوشة رادس حيث زارت مقر شركة النغم للاسطوانات استمعت أم كلثوم إلى صوت علي البرّاق وهو يرتل آيات من الذكر الحكيم وفق مدرسة قالون.

## تسجيلاته
وإنه لمن حسن الطالع أن تحتفظ بكنز ثمين يتمثل في تساجيل الشيخ علي البرّاق في خزينة الإذاعة وخزينة التلفزة التونسيتين. فقد شاءت الأقدار أن يعاصر علي البرّاق انبعاث التلفزة سنة 1966 وسجل صوتا وصورة عدّة تراتيل في مختلف الطبوع التونسية لعل أبرزها طبع رصد الذيل وهو الذي يبحر في يمّه المقامي الشيخ علي البرّاق خاصة في أذان شهر رمضان وقديما قيل «لكل مقام مقال».

## وفاته
وهكـذا ظل الشيخ علي البرّاق يبادر بإحياء الاحتفالات الدينية رفقة الشيخ المصري أمين حسنين والتونسي عبد العزيز بن محمود، فضلا عن تساجيله الثرية إذاعة وتلفزة إلى أن لبىّ نداء ربّه يوم 4 ديسمبر 1981.